# Nemours (mansión)
La Mansión y jardines Nemours (en inglés: Nemours Mansion and Gardens) es una finca de 1,2 km² de extensión con un jardín à la française y una mansión clásica francesa que se encuentra en Wilmington, Delaware. La mansión imita a un Château francés y contiene más de setenta habitaciones repartidas en cinco plantas que ocupan casi 4400 m². Comparte los terrenos del Hospital para Niños Alfred I. duPont y ambos son propiedad de la Fundación Nemours en 1600 Rockland Road. La propiedad es parte de la herencia DuPont y está situado en el Corredor Histórico DuPont. Fue diseñada en estilo Rococó Louis XVI. Lo diseñó Carrère y Hastings.

## Orígenes
Nemours fue creado por Alfred I. du Pont en 1909-1910, y el nombre de un ciudadano francés que procede de su tatara-tatara-abuelo, Pierre Samuel du Pont de Nemours.

## Mobiliario
La mansión alberga mobiliario francés del siglo XVIII y contiene una colección ecléctica de antigüedades notables, obras de arte y tapices. Obras que van desde obras religiosas del siglo XVI hasta pinturas de los maestros europeos así como de las primeras obras de los estadounidenses Frederic Remington y Sidney Lawrence.
De particular interés es un raro Reloj musical Louis XVI, de alrededor del año 1785, obra de David Roentgen y Peter Kinzing, que interpreta cuatro canciones diferentes en un dulcémele y órgano de pedal.

## Jardines paisajistas
La finca cuenta con los más desarrollados y más grandes jardin à la française (jardín formal francés) parque natural de estilo y colección de jardines individuales en América del Norte.
El diseño sigue el modelo de la jardines de Versalles que rodean al Petit Trianon en el Château de Versailles. Su eje central se extiende ⅓ milla de la fachada de la mansión, paralela a la avenida principal que conduce a la casa. Los jardines están muy bien cuidados con plantas, fuentes, piscinas, estatuas, y un pabellón rodeado por un bosque naturalizado.
Entre los diferentes jardines se incluyen:
- The Boxwood garden (El jardín de bojes)– un jardín de parterres estilo francés con setos de boje y una fuente central con escultura de fauno.
- The Colonnade (1926) – memorial to Pierre Samuel du Pont de Nemours y su hijo Eleuthère Irénée du Pont, diseñado por el arquitecto Thomas Hastings.
- The Maze Garden (El laberinto de jardín)– un laberinto de jardín con los setos principales de Arborvitae occidental "Spring Grove", setos interiores de agracejo japonés 'Crimson pigmeo', y la estatua central de Logro, por Henri Crenier, sobre una base con imágenes de caras de Tritón y Neptuno.
- The Reflecting Pool (El estanque de reflejo) (1 acre) – 40 pies (12 m) de diámetro, realzado con cryptomerias japonesas, castaño de Indias de floración rosa y Quercus palustris.
- The Sunken Gardens (Jardines hundidos)– diseñados por Alfred Victor du Pont (1900–) y Gabriel Masséna. Se encuentra un gran lago, grutas, y una estatua de 1930 obra de Charles-Marie Sarrabezolles (1888–1971).
- The Temple of Love (El templo del amor)– en estilo clásico, con una estatua tamaño natural de Diana (1780) obra de Jean-Antoine Houdon.

## Restauración y renovación
La mansión de Nemours y jardines reabrieron sus puertas el 1 de mayo de 2008, después de cerrar en 2005 por un periodo de 3 años, $ 39 millones de costo en su renovación. El trabajo, encargado por la Fundación Nemours, se llevó a cabo por curadores, artesanos y maestros artesanos que restauraron muebles, telas, tapices, acabados interiores, pinturas y esculturas.
La reconstrucción integral incluye el reemplazo de los sistemas eléctricos y de drenaje y reparación del espejo de agua de 800.000 galones y restauración del paisaje de los extensos cultivos de los jardines formales, elementos de diseño, construcción y estatuas.

## Galería

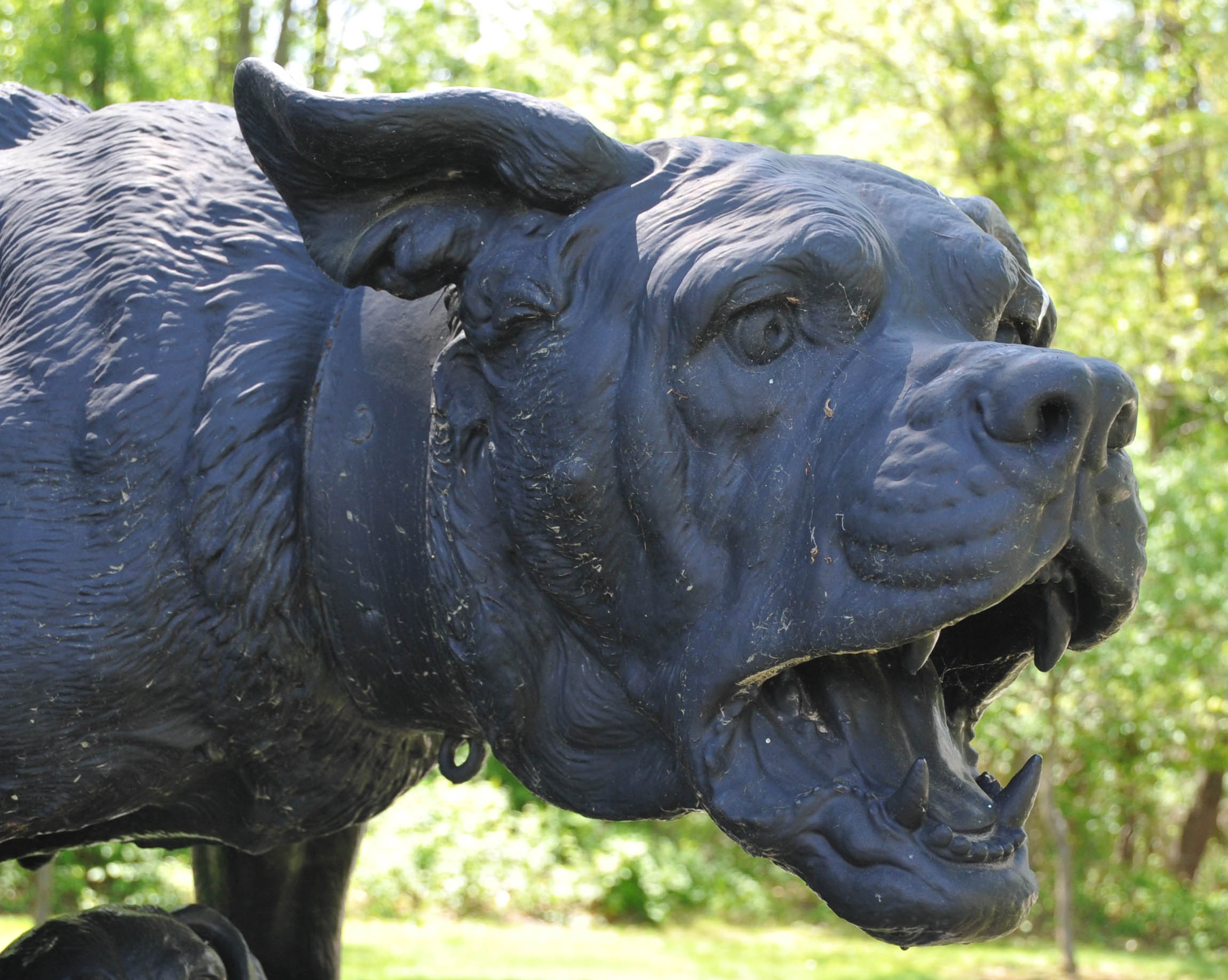
Estatua de perro mastín
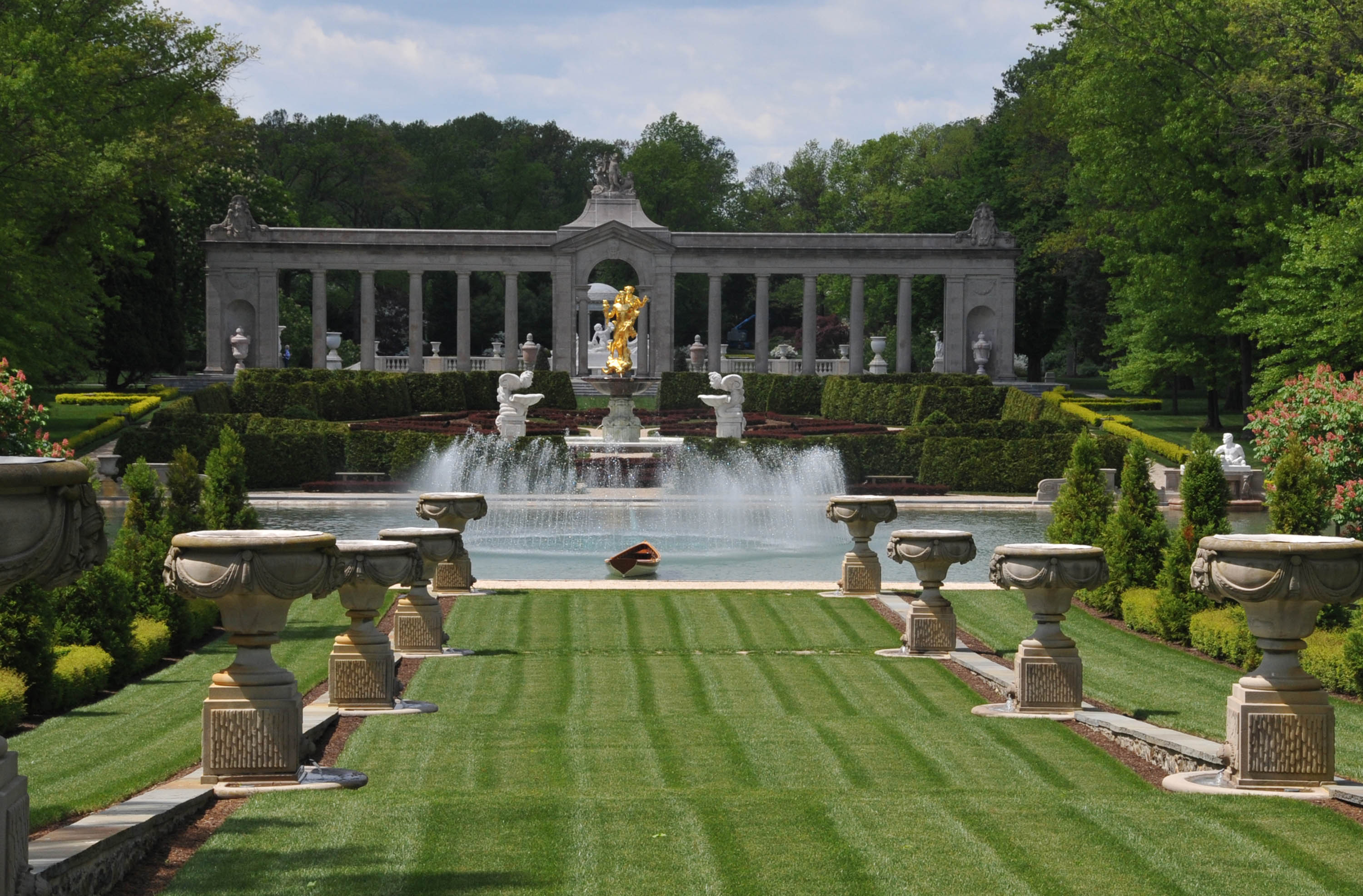
Estanque de los reflejos
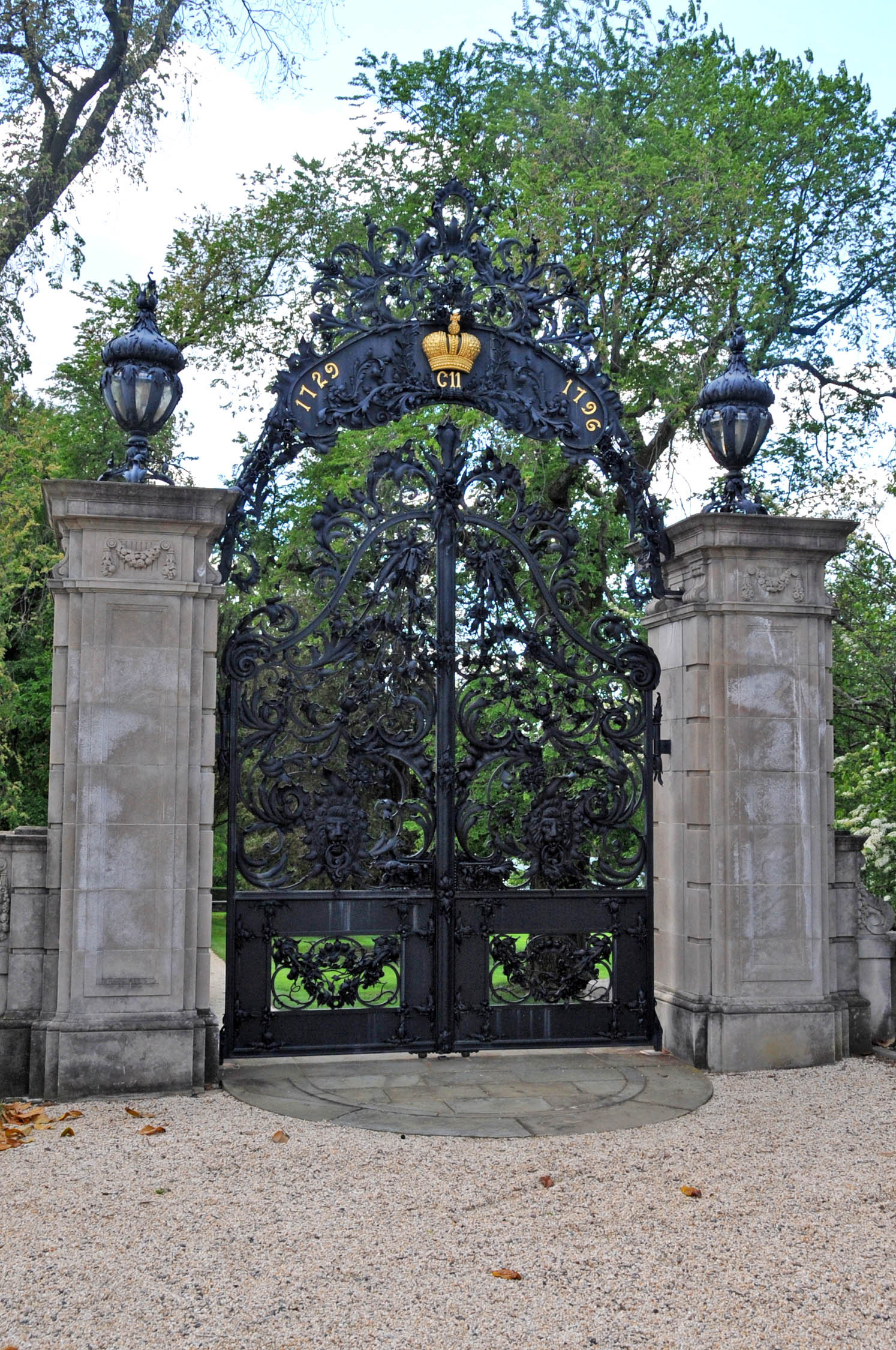
Puertas rusas
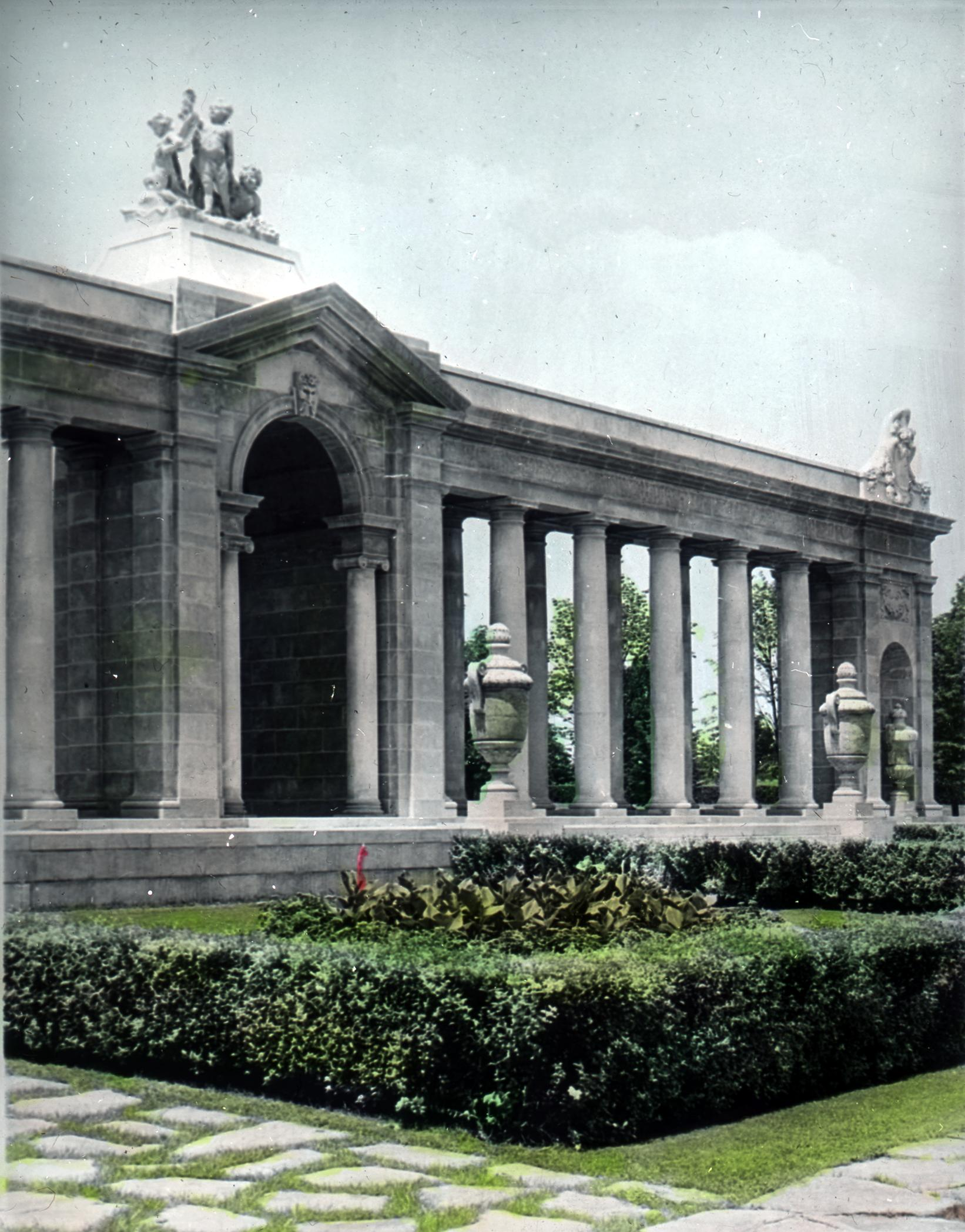
Estructura neoclásica
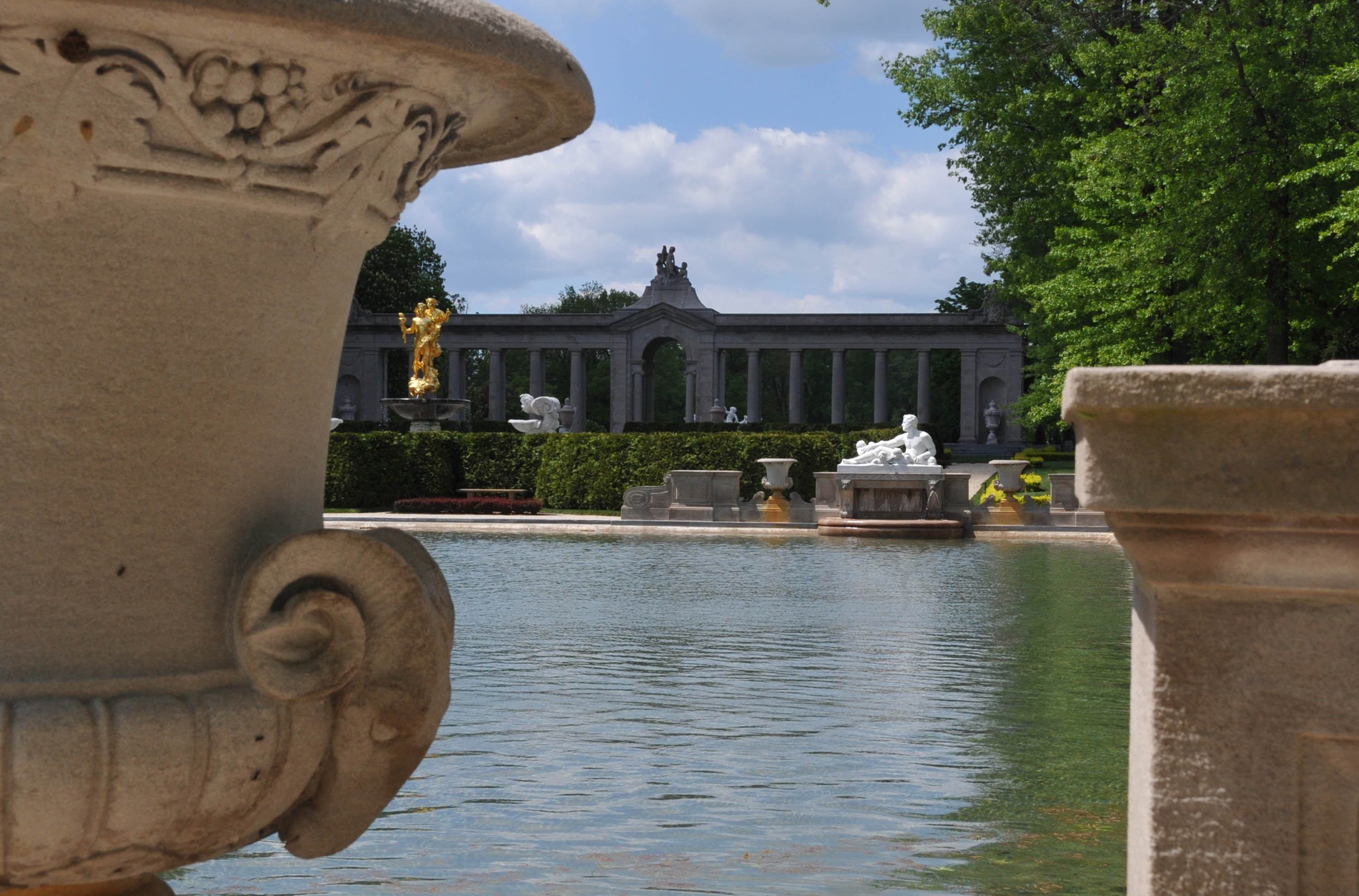
La mansión Nemours desde el jardín de los macizos